# Dreihäusergruppe „Blaues Haus“
Als Dreihäusergruppe „Blaues Haus“ werden drei Bauwerke in der Stiftstraße in Darmstadt bezeichnet.

## Geschichte und Beschreibung
Die erhalten gebliebenen Häuser bilden den nördlichen Flügel der in den Jahren 1903 und 1904 in einer großen Vielfalt von baulichen Details und Werkstoffen errichteten Hausgruppe.
Es sind die einzigen erhaltenen Gebäude der zweiten Ausstellung der Darmstädter Künstlerkolonie.
Stilistisch gehört das Anwesen zum Jugendstil.
Der Architekt Joseph Maria Olbrich verwendete farbige Baukeramik zur flächenhaften, dekorativen Gestaltung von Fassadenteilen.
Besonders auffällig ist die blaue Baukeramik.
Der charakteristische, hochaufragende Giebel wurde im Jahre 1944 bei einem Luftangriff zerstört.
Im Jahre 1950 erfolgte ein vereinfachter Wiederaufbau unter Einbeziehung erhaltener Fassadenteile mit dem prägnanten Klinkerschmuck.

## Denkmalschutz
Aus architektonischen, baukünstlerischen und stadtgeschichtlichen Gründen steht das Anwesen unter Denkmalschutz.